# Đài thiên văn Silesian

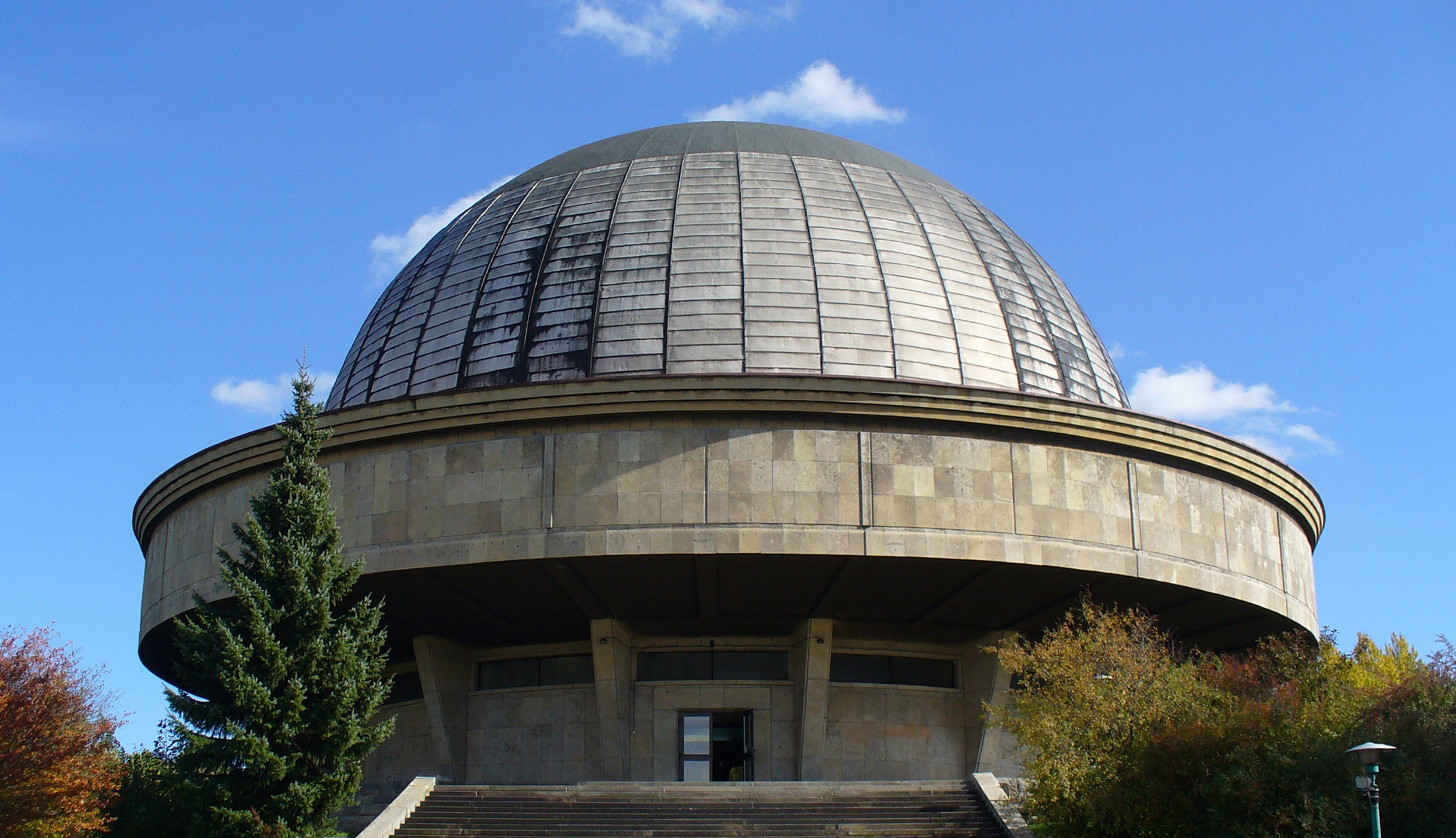
Cung thiên văn Silesian

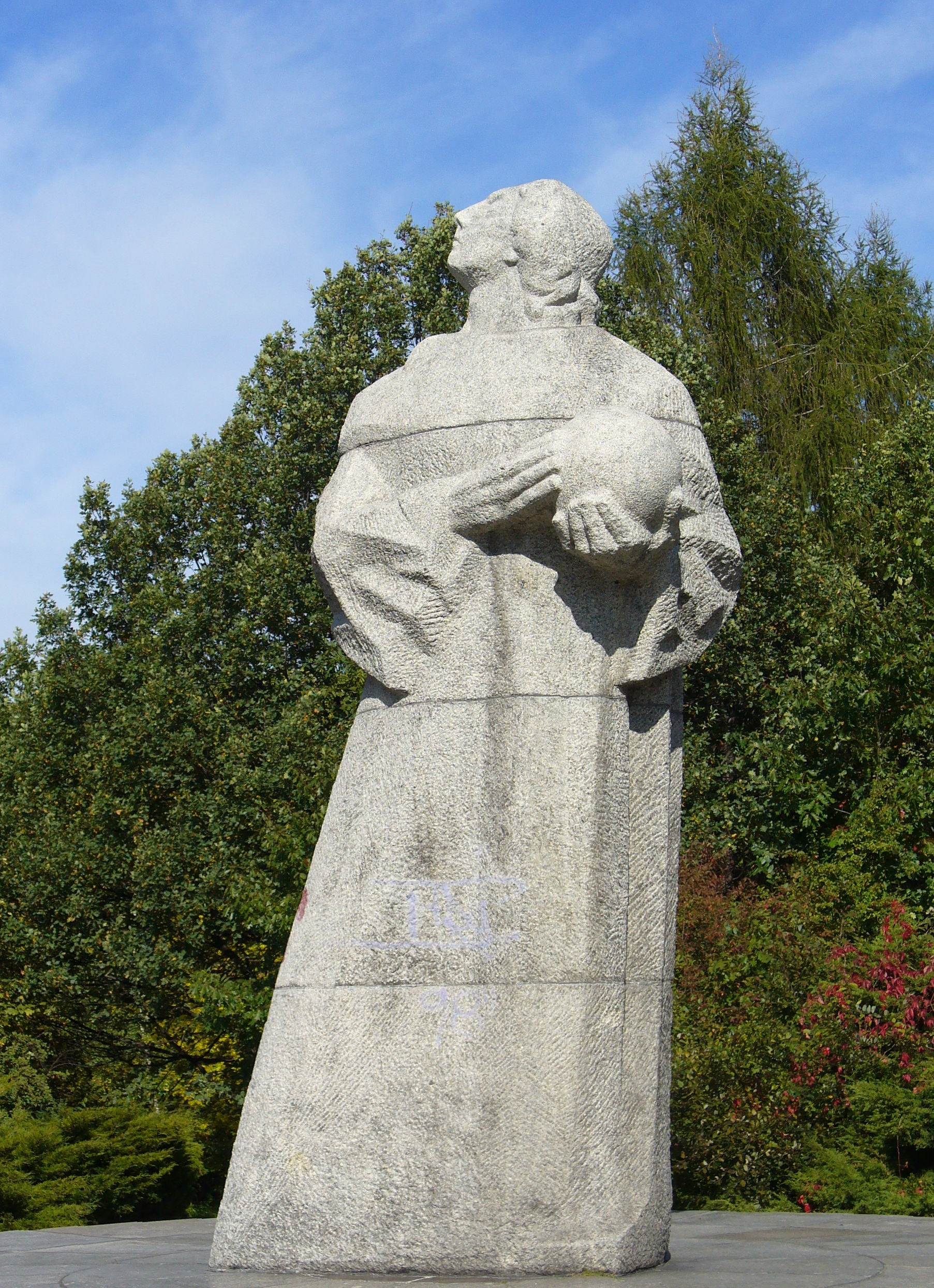
Tượng Copernicus trước Đài thiên văn Silesian

Cung thiên văn Silesian cũng được gọi là Đài thiên văn Silesian và Đài quan sát thiên văn (tiếng Ba Lan: Planetarium Śląskie tiếng Ba Lan: Śląskie Planetarium i Obserwatorium Astronomiczne) là cung thiên văn lớn nhất và lâu đời nhất ở Ba Lan. Nó được thành lập vào ngày 4 tháng 12 năm 1955 để tưởng nhớ nhà thiên văn học vĩ đại Nicolaus Copernicus. Nó nằm trong Công viên Trung tâm Silesian, trên ranh giới giữa các quận Katowice và Chorzów của Liên minh Thủ đô Thượng Silesian.

## Cơ sở vật chất
Mái vòm 23 mét của đài thiên văn có thể chứa khoảng bốn trăm khán giả quan sát các hình chiếu của bầu trời từ cả máy chiếu thiên văn kỹ thuật số và tương tự. Nó tổ chức các chương trình công cộng thường xuyên về các chủ đề thiên văn cũng như một loạt các sự kiện khác. Năm 2011, nó đã tổ chức Olympic quốc tế lần thứ năm về Thiên văn học và Vật lý thiên văn.
Đài quan sát thiên văn chị em của đài thiên văn được trang bị kính viễn vọng khúc xạ đường kính 300 mm (khúc xạ lớn nhất được sử dụng ở Ba Lan) và một số thiết bị nhỏ hơn. Vào những ngày không mây, du khách có thể xem hình ảnh trực tiếp của Mặt trời và sau khi hoàng hôn, một loạt các thiên thể ở độ phóng đại lên tới 750 lần.
Đài quan sát tiến hành nghiên cứu về sao chổi và các hành tinh nhỏ. Cung thiên văn có một thư viện thiên văn gồm khoảng 10.000 tài liệu và trong sân là một đồng hồ mặt trời ấn tượng. Các hành lang thường tổ chức các triển lãm liên quan đến thiên văn học.
Các trạm khí tượng và địa chấn của cung thiên văn tiến hành quan sát thường xuyên và tổ chức các lớp học giáo dục.